# Hans Holldack

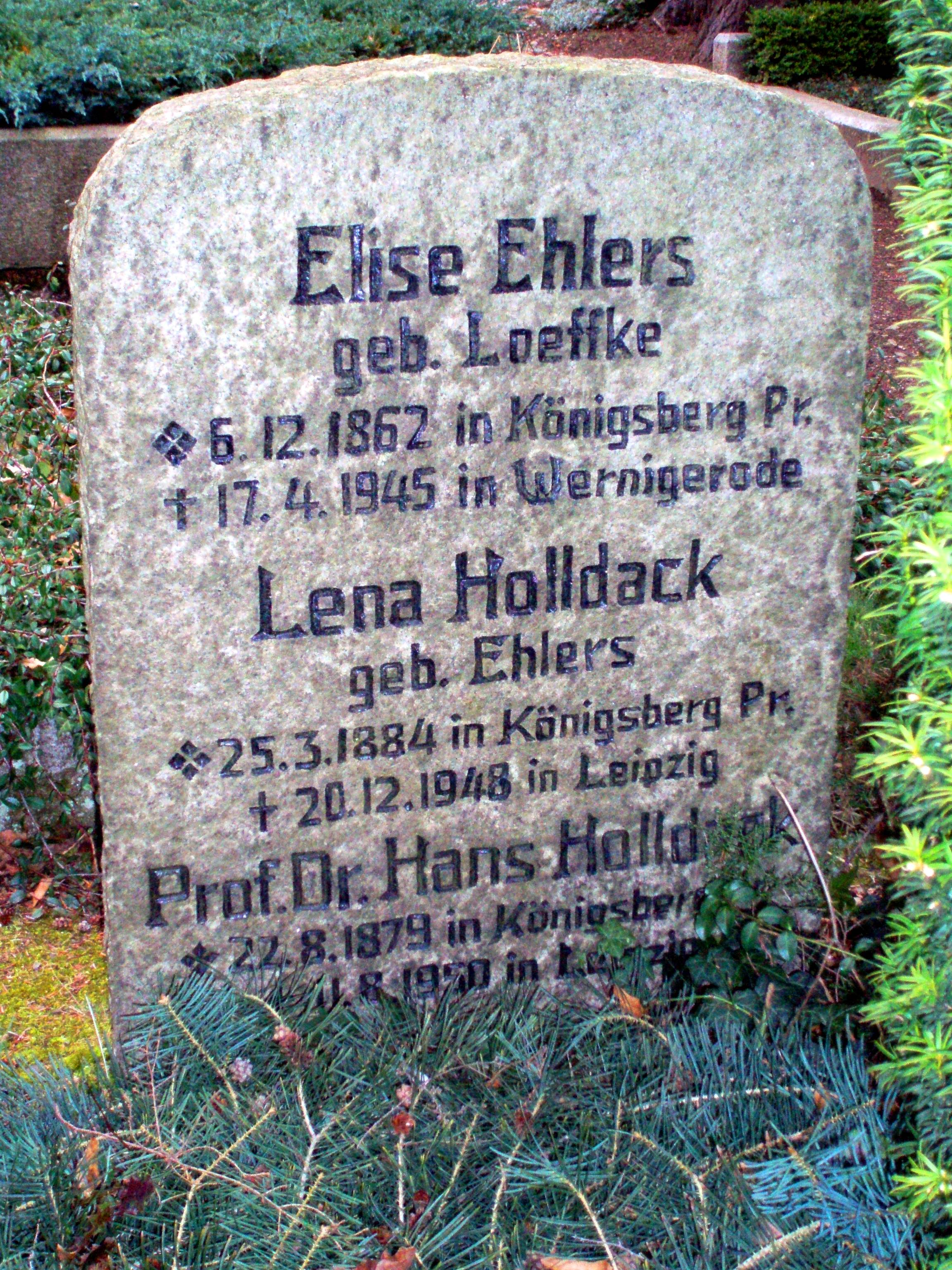
Grabstätte in Wernigerode

Hans Holldack (* 22. August 1879 in Königsberg/Pr.; † 11. August 1950 in Leipzig) war ein deutscher Landtechniker. Er gehört zu den Pionieren der technischen Bodenbearbeitung und Landmaschinenlehre in der ersten Hälfte des 20. Jahrhunderts.

## Leben
Holldack stammte aus einer wohlhabenden Königsberger Familie. Sein Bruder war der Rechtsgelehrte Felix Holldack. Nach mehrjähriger Lehrzeit in landwirtschaftlichen Betrieben und in einer Lokomotivfabrik studierte Holldack Landwirtschaft und promovierte 1904 an der Universität Königsberg mit der Dissertation „Untersuchungen über die Individualität und Futterdankbarkeit der Milchkuh“. Zunächst blieb er als Assistent am Landwirtschaftlichen Institut in Königsberg. 1908 ging er als Dozent für landwirtschaftliches Maschinenwesen an die Landwirtschaftliche Hochschule Hohenheim, wo er gleichzeitig die Leitung der Prüfungsanstalt für landwirtschaftliche Maschinen übernahm. 1914 folgte er einem Ruf an die Landwirtschaftliche Hochschule Bonn-Poppelsdorf. Hier beschäftigte er sich, angeregt von der Entwicklung der Verbrennungsmotoren, besonders mit Fragen der motorischen Bodenbearbeitung. 1918 gab er sein Ordinariat auf. Als Abteilungsleiter der Siemens-Schuckert-Werke in Berlin gründete er 1919 eine Versuchs- und Lehranstalt für Bodenfräskultur. Auf dem ihm zur Verfügung gestellten Gieshof bei Wriezen führte er umfangreiche Versuche über das Bodenfräsen durch, prüfte die Wirksamkeit durch physikalische Bodenuntersuchungen und beeinflusste durch zahlreiche Veröffentlichungen die seinerzeit heftig geführten Diskussionen über Ziele und Aufgaben der Bodenbearbeitung.
1928 übernahm Holldack als ordentlicher Professor den Lehrstuhl für Landmaschinenlehre an der Universität Leipzig. Hier verbesserte er die von ihm entwickelten Methoden der Bodenfräskultur. Dem Institut gliederte er ein bodentechnologisches Laboratorium an, an dem er die auf dem Gieshof begonnenen physikalischen Bodenuntersuchungen fortsetzte. Im Mai 1933 wurde er von seiner Lehrtätigkeit entbunden und 1935 musste er aus politischen Gründen aus seinem Amt ausscheiden. Bis 1938 lehrte er an zwei Hochschulen im Iran. 1945 konnte er seinen alten Lehrstuhl an der Universität Leipzig wieder übernehmen. Als sein Hauptwerk gilt das Buch „Maschinenlehre für Landwirte“ (1934), dessen zweite Auflage er kurz vor seinem Tode (1949) vollendete.
Sein Grab befindet sich auf dem Zentralfriedhof Wernigerode.

## Schriften (Auswahl)
- Die Behandlung landwirtschaftlicher Maschinen. Berlin 1913 = Flugschriften der Deutschen Landwirtschafts-Gesellschaft H. 16; 5. Aufl. ebd. 1927.
- Vergleichende Untersuchungen über den Antrieb von Dreschmaschinen durch Dampflokomobilen, Verbrennungsmotoren und Elektromotoren 1913/14. Verlag Paul Parey Berlin 1916 = Arbeiten der Deutschen Landwirtschafts-Gesellschaft H. 285.
- Die Beurteilung des Bearbeitungserfolges auf Ackerböden durch physikalische Bodenuntersuchungen (mit W. Nitzsch). In: Fortschritte der Landwirtschaft Jg. 4, 1929, S. 356–359.
- Maschinenlehre für Landwirte. Lehr- und Hilfsbuch für Unterricht und Praxis. Verlag Paul Parey Berlin 1934; 2. Aufl. ebd. 1949.